# Campionati asiatici di ciclismo su strada - Gara in linea maschile Juniors
La Gara in linea maschile Juniors è uno degli eventi disputati durante i Campionati asiatici di ciclismo su strada, inserita per la prima volta nel 2008. La corsa si disputa annualmente, con la sola eccezione del biennio 2020-21, quando venne annullata a causa della pandemia da COVID-19.

## Albo d'oro
Aggiornato all'edizione 2023.
| Anno | Vincitore                                        | Secondo                                          | Terzo                                            |
| ---- | ------------------------------------------------ | ------------------------------------------------ | ------------------------------------------------ |
| 2008 | Masanori Noguchi                                 | Ki Ho Choi                                       | Hyeong Min Choe                                  |
| 2009 | Arman Kamyshev                                   | Adiq Othman                                      | Kyosuke Kasahara                                 |
| 2010 | Alexey Lutsenko                                  | Maxat Ayazbayev                                  | Ali Khademi                                      |
| 2011 | Sang Hoon Park                                   | Tsz Ching Wong                                   | Rustom Lim                                       |
| 2012 | Hiroki Nishimura                                 | Yuri Kobashi                                     | Chun Wing Leung                                  |
| 2013 | Yerlan Pernebekov                                | Dmitriy Rive                                     | Saya Kuroeda                                     |
| 2014 | Grigoriy Shtein                                  | Yevgeniy Gidich                                  | Alexey Voloshin                                  |
| 2015 | Keitaro Sawada                                   | Patompob Phonarjthan                             | Tae Woo Kang                                     |
| 2016 | Dinmukhammed Ulysbayev                           | Hoang Tai Phan                                   | Kiyomasa Hanadae                                 |
| 2017 | Daniil Marukhin                                  | Igor Chzhan                                      | Amir hossein Jamahisian                          |
| 2018 | Taisei Hino                                      | Rex Luis Krog                                    | Wachirawit Saenkhamwongh                         |
| 2019 | Tullatorn Sosalam                                | Behzodbek Rakhimbaev                             | Orken Slamzhanov                                 |
| 2020 | non disputata a causa della pandemia da COVID-19 | non disputata a causa della pandemia da COVID-19 | non disputata a causa della pandemia da COVID-19 |
| 2021 | non disputata a causa della pandemia da COVID-19 | non disputata a causa della pandemia da COVID-19 | non disputata a causa della pandemia da COVID-19 |
| 2022 | Samandar Sultanov                                | Maxim Taraskin                                   | Ilya Karabutov                                   |
| 2023 | Tinnapat Muangdet                                | Muhammad Adam Ramdza Razali                      | Nuntakorn Nontakeaw                              |

## Medagliere
| Pos.   | Nazione       | Oro | Argento | Bronzo | Totale |
| ------ | ------------- | --- | ------- | ------ | ------ |
| 1      | Kazakistan    | 6   | 5       | 3      | 14     |
| 2      | Giappone      | 4   | 1       | 3      | 8      |
| 3      | Thailandia    | 2   | 1       | 2      | 5      |
| 4      | Uzbekistan    | 1   | 1       | 0      | 2      |
| 5      | Corea del Sud | 1   | 0       | 2      | 3      |
| 6      | Hong Kong     | 0   | 2       | 1      | 3      |
| 7      | Malaysia      | 0   | 2       | 0      | 2      |
| 8      | Filippine     | 0   | 1       | 1      | 2      |
| 9      | Vietnam       | 0   | 1       | 0      | 1      |
| 10     | Iran          | 0   | 0       | 2      | 2      |
| Totale | Totale        | 14  | 14      | 14     | 42     |